# نادي العرض
نادي العرض السعودي هو أحد أندية الدرجة الرابعة بمحافظة القويعية. اسطورة النادي زامل حمد الخنفري مواليد 17 ابريل عدد اهدافة معا النادي (178 هدف في موسم 2019-2020. وحقق نادي العرض السعودي الكثير من الألقاب وفي 2011 اكتسح النادي الدرجة الاولى 